# Saurauia rudolfi
Saurauia rudolfi är en tvåhjärtbladig växtart som beskrevs av Friedrich Ludwig Diels. Saurauia rudolfi ingår i släktet Saurauia och familjen Actinidiaceae. Inga underarter finns listade i Catalogue of Life.